# Jan Chochorowski
Jan Chochorowski (ur. 1949) – polski archeolog, w latach 1996 - 2008 dyrektor Instytutu Archeologii UJ. 
Jego głównymi tematami zainteresowań badawczych jest pochodzenie Scytów i ich rozprzestrzenianie się na obszarach wschodniej Europy oraz rola wczesnohistorycznych ludów koczowniczych (Kimerów, Scytów) w rozwoju kulturowym społeczności środkowoeuropejskich. 
Między innymi prowadził badania wykopaliskowe kompleksu stanowisk z wczesnej epoki żelaza w miejscowości Mielniki na Ukrainie oraz kompleksu stanowisk Łubowice-Brzeźnica. Najgłośniejszym jego osiągnięciem było odkrycie w 1996 grobowca scytyjskiego władcy w tzw. Wielkim Kurhanie Ryżanowskim w Ryżanówce na Ukrainie, za co został uhonorowany Złotą Łopatą - prestiżową nagrodą za największe odkrycie dokonane przez polskich archeologów na świecie i jego promocję - w 2000.